# Бледжешть (Васлуй)
Бледжешть, Бледжешті (рум. Blăgești) — село у повіті Васлуй в Румунії. Адміністративний центр комуни Бледжешть.
Село розташоване на відстані 241 км на північний схід від Бухареста, 59 км на південь від Васлуя, 118 км на південь від Ясс, 79 км на північ від Галаца.

## Населення
За даними перепису населення 2002 року у селі проживали 1348 осіб, усі — румуни. Усі жителі села рідною мовою назвали румунську.